# Парана (басейн)
25° пд. ш. 54° зх. д. / 25° пд. ш. 54° зх. д.Басейн Парани (порт. Bacia do Paraná, ісп. Cuenca del Paraná) — великий кратонний осадовий басейн, розташований у центрально-східній частині Південної Америки. Близько 75 % його площі поширення припадає на Бразилію, від штатів Мату-Гросу до Ріу-Гранді-ду-Сул. Решта території поширена в східному Парагваї, північно-східній Аргентині та північному Уругваї. Форма западини приблизно еліптична і займає площу близько 1 500 000 км².
Річка Парана, від якої басейн Парани отримав свою назву, протікає вздовж центральної осі басейну Парана і осушує його.